# Протекторний захист
Проте́кторним за́хистом називають електрохімічний захист, при якому захисний струм виробляється гальванічним елементом, утвореним сталевим предметом і приєднаним до нього допоміжним електродом зі сплаву, що має від'ємніший власний потенціал.
При протекторному захисті компенсаційні струми утворюються за рахунок активнішого електрохімічного розчинення протектора порівняно зі швидкістю розчинення металу, що захищається.
При приєднанні протектора до сталевої конструкції утворюється гальванічний елемент, в якому на поверхні конструкції протікає реакція відновлення, а на протекторі — реакція окиснення. В результаті сталева конструкція захищається, а протектор руйнується.